# Shamattawa
Shamattawa est une communauté de la région Nord du Manitoba au Canada. Elle comprend la Première Nation de Shamattawa. Elle est située sur les rives de la rivière Gods où se joint la rivière Echoing.

## Géographie
Shamattawa est une communauté isolée située dans la région du Nord du Manitoba sur les rives de la rivière Gods où se joint la rivière Echoing.

## Transports
Shamattawa est une communauté éloignée et isolée. En effet, elle est seulement reliée au reste de la province par des routes d'hiver et de glace.
Shamattawa est desservie par l'aéroport de Shamattawa.

## Annexe